# Gertrudis Gómez de Avellaneda
Gertrudis Gómez de Avellaneda, född 23 mars 1816, död 1 februari 1873, var en spansk författare.
Avellaneda föddes på Kuba och verkade sedan i Spanien och nådde där på sin tid stor ryktbarhet med sina romaner, dramer och noveller.